# Анджело Тейлър
Анджело Тейлър (на английски: Angelo Taylor) е американски лекоатлет.
Той е двукратен олимпийски шампион на 400 метра с препятствия от първенствата в Сидни 2000 и Пекин 2008, трикратен световен шампион на 400 м гладко бягане с щафетата на САЩ (2007, 2009, 2011), на 8-о място на 400 м с препятствия за всички времена с най-доброто си лично време от 47,25 секунди.

## Кариера
Тейлър учи в Техническия институт на Джорджия. Печели Националното колежанско първенство през 1998 г. От 1999 до 2001 г. печели 3 пъти подред Националното първенство на САЩ. Звездата му изгрява на Олимпиадата в Сидни през 2000 г., когато печели златото на 400 м с препятствия, като на финала драматично успява да победи Хади Ал-Сомайли само с 0,03 секунди (най-малката разлика в историята на дисциплината). На Световното първенство в Осака през 2007 освен златния медал в щафетата на 400 м, успява да стане и бронзов медалист на 400 м гладко бягане. Въпреки че 400 м гладко бягане не му е коронната дисциплина, в нея Тейлър е с 10-ти резултат за всички времена с 44,05 секунди.
На Олимпиадата в Пекин през 2008 Тейлър става трикратен олимпийски шампион, след като печели на 400 м с препятствия и 400 м в щафетата на САЩ.